# Antonina Ordina
Pour les articles homonymes, voir Ordina.
Antonina Ordina, née le 24 janvier 1962 à Narian-Mar en Nénétsie, est une ancienne fondeuse suédoise. Elle a également porté les couleurs de l'Union soviétique.

## Championnats du monde
- Championnats du monde de ski nordique 1987 à Oberstdorf  Allemagne:
  -  Médaille d'or en relais 4 × 5 km.
- Championnats du monde de ski nordique 1995 à Thunder Bay  Canada:
  -  Médaille de bronze sur 30 km.
  -  Médaille de bronze en relais 4 × 5 km.

## Coupe du monde
- Meilleur classement final: 10e en 1999.
- 8 podiums.